# Флаг Нижегородской области
Флаг Нижегоро́дской области является официальным государственным символом Нижегородской области Российской Федерации.

## Описание
«Флаг Нижегородской области представляет собой прямоугольное полотнище белого шёлка с отношением ширины к длине 2:3 (120 см х 180 см) с двусторонним изображением в его центре полного герба Нижегородской области, установленного Законом Нижегородской области от 10 сентября 1996 года № 42-З „О Гербе Нижегородской области“, ширина которого составляет две пятых длины полотнища. С трёх сторон, не сопрягаемых с древком флага, полотнище украшено золотой бахромой. 

Древко флага увенчано золотым копейным наконечником на золотом шаре высотой 32,5 см и украшено золотыми кистями на витых шнурах».
4 августа 2005 года, законом было утверждено, что: «полотнище флага изготавливается без бахромы и его древко не украшается копейным наконечником, а также кистями на витых шнурах», кроме его использования в кабинетах должностных лиц.

## Символика
Символические значения цветов:
- Белый цвет — символ совершенства, благородства, чистоты помыслов, мира.
- Червлёный цвет — символ храбрости, мужества, неустрашимости, зрелости, энергии, жизнеспособности.
- Чёрный цвет — символ благоразумия, мудрости, честности, скромности, смирения и вечности бытия.